# Marius Lund
Marius Lund (Skien, 1º febbraio 1888 – Oslo, 24 maggio 1971) è stato un calciatore norvegese.

## Carriera

### Club
In carrierà militò nell'Odd Grenland Ballklubb, con cui disputò e perse tre edizioni consecutive della Norgesmesterskapet (1908, 1909 e 1910).

### Nazionale
Lund fu convocato da Vince Hayes per i Giochi della V Olimpiade di Stoccolma nel 1912 con la nazionale norvegese, senza scendere in campo nei due incontri disputati dalla propria squadra.